# Йонас, Фридрих
Фридрих (Фриц) Йонас (нем. Fritz Jonas; 24 июня 1845, Берлин — 21 июля 1920, Берлин) — немецкий педагог и писатель.
Йонас родился в семье богослова, учился в Берлине и Цюрихе. Он был другом Т. Моммзена, написал биографии Христиана Готфрида Кёрнера (1881) и педагога Рохова (1884). Кроме того, он издавал собрание старинных народных изданий («Aeltere Volksschriften»), с 1884. Дочь Йонаса стала художницей.